# Museo de Alfarería Vasca
El Museo de Alfarería Vasca es un espacio museístico ubicado en el barrio de Ollerías, en la localidad alavesa de Elosu. Inaugurado el 23 de abril de 1993, es el único museo de alfarería vasca. Se sitúa a orillas del pantano de Urrúnaga, en la carretera N-240 de Vitoria a Bilbao, entre Villarreal de Álava y el puerto de Barazar.

## Historia
El museo está ubicado en una antigua ollería construida en 1711 que fue el antiguo taller de José Ortiz de Zárate Garmendia y su familia hasta 1958, fecha en la que el pantano de Urrúnaga cubrió con sus aguas los terrenos de arcilla, materia prima que utilizaba Ortiz de Zárate para su trabajo.
El proyecto integral de recuperación de esta antigua ollería vino de la mano de la alfarera Blanka Gómez de Segura quien, con la ayuda de su familia y de la Diputación Foral de Álava, compró y restauró el caserío que había cumplido también funciones de taller de alfarería desde principios del XVIII, perteneciente durante generaciones a la familia Ortiz de Zárate.
El 23 de abril de 1993 se abrió al público como Museo de Alfarería Vasca, centro de referencia en Euskadi para rescatar el oficio ollero. Anexo a la ollería se encuentra el horno antiguo de 1711. Es de planta cuadrada y tiene nueve metros de altura. Desde 1993 está declarado Monumento en el Inventario General del Patrimonio Cultural Vasco.

## Colección
La colección del museo está formada por piezas elaboradas en el País Vasco y otras realizadas en otros alfares de la península. Se ordenan según los usos y funciones agrupándose en distintas secciones: cerámica para fuego, cerámica de mesa, acarreo y almacenaje de agua, matanza y conserva de alimentos, uso religioso y ornamentación, construcción y accesorios. La exposición permanente agrupa un total de 380 piezas de cerámica popular vasca antigua propiedad del Gobierno Vasco, utilizadas desde el siglo XV en adelante.